# Liste der Kulturdenkmale in Frankenhausen (Crimmitschau)
Die Liste der Kulturdenkmale in Frankenhausen (Crimmitschau) enthält die in der amtlichen Denkmalliste des Landesamtes für Denkmalpflege Sachsen ausgewiesenen Kulturdenkmale im Crimmitschauer Ortsteil Frankenhausen.

## Legende
- Bild: Bild des Kulturdenkmals, ggf. zusätzlich mit einem Link zu weiteren Fotos des Kulturdenkmals im Medienarchiv Wikimedia Commons. Wenn man auf das Kamerasymbol klickt, können Fotos zu Kulturdenkmalen aus dieser Liste hochgeladen werden:
- Bezeichnung: Denkmalgeschützte Objekte und ggf. Bauwerksname des Kulturdenkmals
- Lage: Straßenname und Hausnummer oder Flurstücknummer des Kulturdenkmals. Die Grundsortierung der Liste erfolgt nach dieser Adresse. Der Link (Karte) führt zu verschiedenen Kartendiensten mit der Position des Kulturdenkmals. Fehlt dieser Link, wurden die Koordinaten noch nicht eingetragen. Sind diese bekannt, können sie über ein Tool mit einer Kartenansicht einfach nachgetragen werden. In dieser Kartenansicht sind Kulturdenkmale ohne Koordinaten mit einem roten bzw. orangen Marker dargestellt und können durch Verschieben auf die richtige Position in der Karte mit Koordinaten versehen werden. Kulturdenkmale ohne Bild sind an einem blauen bzw. roten Marker erkennbar.
- Datierung: Baubeginn, Fertigstellung, Datum der Erstnennung oder grobe zeitliche Einordnung entsprechend des Eintrags in der sächsischen Denkmaldatenbank
- Beschreibung: Kurzcharakteristik des Kulturdenkmals entsprechend des Eintrags in der sächsischen Denkmaldatenbank, ggf. ergänzt durch die dort nur selten veröffentlichten Erfassungstexte oder zusätzliche Informationen
- ID: Vom Landesamt für Denkmalpflege Sachsen vergebene, das Kulturdenkmal eindeutig identifizierende Objekt-Nummer. Der Link führt zum PDF-Denkmaldokument des Landesamtes für Denkmalpflege Sachsen. Bei ehemaligen Kulturdenkmalen können die Objektnummern unbekannt sein und deshalb fehlen bzw. die Links von aus der Datenbank entfernten Objektnummern ins Leere führen. Ein ggf. vorhandenes Icon  führt zu den Angaben des Kulturdenkmals bei Wikidata.

## Frankenhausen
| Bild                                    | Bezeichnung | Lage                         | Datierung                                               | Beschreibung | ID       |
| --------------------------------------- | --- | ---------------------------- | ------------------------------------------------------- | --- | -------- |
|                                         | Denkmalschutzgebiet Ortslage Frankenhausen (vorgeschlagen) | (Karte)                      |                                                         | Denkmalschutzgebiet Ortslage Frankenhausen | 09247650 |
| Direkt Bild zu diesem Denkmal hochladen | Häusleranwesen | Gösauer Straße 25 (Karte)    | um 1800                                                 | Sozialgeschichtlich von Bedeutung, ein Fachwerkhaus. Fachwerk-Obergeschoss, Giebeldreieck verschiefert, Erdgeschoss massiv, Satteldach. | 09240511 |
| Direkt Bild zu diesem Denkmal hochladen | Häusleranwesen | Grünberger Straße 29 (Karte) | um 1750                                                 | Sozialgeschichtlich und baugeschichtlich von Bedeutung, ein Fachwerkhaus in ortsbildprägender Lage. Fachwerk-Obergeschoss, Erdgeschoss massiv, Satteldach, Holzeinschubdecke. | 09240521 |
| Weitere Bilder                          | Kirche mit Ausstattung | Leipziger Straße (Karte)     | im Kern 13. Jahrhundert                                 | Baugeschichtlich und ortsgeschichtlich von Bedeutung, ortsbildprägender im Barock überformter mittelalterlicher Bau, gehört zum ehemaligen Kloster Frankenhausen. Einzeldenkmal der Sachgesamtheit ehemaliges Kloster Frankenhausen: (siehe auch Sachgesamtheit 09301394) Eingeschossig, flachgedeckt mit zweigeschossigem Emporeneinbau, eingezogener Chor apsidial geschlossen, an Südseite romanisches Fenster, seit 1780 achtseitiger Turmaufsatz, Kruzifix um 1500, Kruzifix, Holz, um 1500, Reformationsbild, 1830. | 09240562 |
| Direkt Bild zu diesem Denkmal hochladen | Grabmale auf dem Friedhof | Leipziger Straße (Karte)     | nach 1918 (Kriegerdenkmal)                              | Ortsgeschichtlich von Bedeutung. - Familienstätte Klothilde Freifrau von und zu Mannsbach (1932), sowie Heinrich Freiherr von und zu Mannsbach (1932 verstorben), - Uta Freiin von und zu Mannsbach (verstorben 1925) und Curta Freifrau von und zu Mannsbach (verstorben 1940), - Kriegerdenkmal für die Gefallenen des Ersten Weltkrieges der Freiwilligen Feuerwehr und - Grabmal für Johann David Oehler (verstorben 1754) und Gemahlin. | 09240520 |
| Weitere Bilder                          | Ehemaliges Kloster Frankenhausen: Rittergut mit ehemaligem Priorhaus, Nonnenwohnhaus (Konventhaus) und Klosterschule, ehemaliger Mühle mit Zwischengebäude zur ehemaligen Klosterschule, separat stehendes Seitengebäude der Mühle, Mauerreste eines ehemaligen Verbindungsbaus zwischen Priorhaus und Nonnenwohnhaus sowie das Kellergewölbe und Teile des aufgehenden Erdgeschossmauerwerkes des ehemaligen Gutsschlosses | Leipziger Straße (Karte)     | ab 1290                                                 | Baugeschichtlich, regionalgeschichtlich, technikgeschichtlich, wirtschaftsgeschichtlich, ortsbildprägend und künstlerisch-architektonisch von Bedeutung, ursprünglich als Zisterzienser–Nonnen–Kloster errichtet, später Rittergut mit Herrenhaus, von barocken Um- und Neubauten geprägte spätmittelalterliche Anlage, gehört zum ehemaligen Kloster Frankenhausen. Einzeldenkmale der Sachgesamtheit (siehe auch Sachgesamtheit 09301394) - Nonnenwohnhaus: Krüppelwalmdach, Fachwerk-Obergeschoss, teilweise massiv, liegender Dachstuhl, Fachwerkkonstruktion um 1750, - Mühle: Leipziger Str. 240 (vermutliche Anschrift), Krüppelwalmdach, Fachwerk durch Ziegelmauerwerk ersetzt, 1529 als Nonnenkloster aufgehoben, Kloster vielleicht Anschrift: Leipziger Straße 244 | 09240513 |
| Direkt Bild zu diesem Denkmal hochladen | Sachgesamtheit Ehemaliges Kloster Frankenhausen | Leipziger Straße (Karte)     | zwischen 1410 und 1543, spätere Umbauten, im Kern älter | Regionalgeschichtlich, landesgeschichtlich, baugeschichtlich, kunstgeschichtlich, heimatgeschichtlich und ortsbildprägend von Bedeutung, ursprünglich als Zisterzienser–Nonnen–Kloster errichtet, später Rittergut mit Herrenhaus, von barocken Um- und Neubauten geprägte spätmittelalterliche Anlage. Sachgesamtheit mit folgenden Einzeldenkmalen: - Rittergut Frankenhausen (Leipziger Straße, Obj. 09240513), - Dorfkirche Frankenhausen (Leipziger Straße, Obj. 09240562), - Pfarrhaus (Leipziger Straße 236, Obj. 09240516), - Kellerhaus (Leipziger Straße 238, Obj. 09240514), - Kantorat (Leipziger Straße 248, Obj. 09240515), - Ehemaliger Park des Rittergutes mit Altbaumbestand (Gartendenkmal, heute teilweise überbaut), Mühlgraben und Hofteich, Weiterhin den folgenden Sachgesamtheitsteilen: - Ehemalige Dorfschmiede (Leipziger Straße 250) und - Ehemalige Wirtschaftsgebäude des Rittergutes (Leipziger Straße 256, 258) Nonnenwohnhaus: Krüppelwalmdach, Fachwerk-Obergeschoss, teilw. massiv, liegender Dachstuhl, Fachwerkkonstruktion um 1750, Mühle: Leipziger Str. 240 (vermutliche Anschrift), Krüppelwalmdach, Fachwerk durch Ziegelmauerwerk ersetzt, 1529 als Nonnenkloster aufgehoben, Mühlgraben u. a. mit Flurstück 577a (anteilig) Kloster vielleicht Anschrift: Leipziger Straße 244 Gartendenkmal: Innerer Garten vor dem Standort des ehemaligen Herrenhauses (teilweise überbaut, Flurstück 577h), Äußerer Garten (Flurstück 578/1) mit Geophtenbestand (Narcissus) und ehemals Standort eines Pavillons, Landschaftlicher Parkteil (Flurstück 576) mit Altbaumbestand (Rotbuchen (Fagus sylvatica)), Zwei Platanen (Platanus x hispanica) gegenüber der Gutseinfahrt (Flurstück 278). | 09301394 |
| Direkt Bild zu diesem Denkmal hochladen | Wohnhaus (Umgebindehaus) und Seitengebäude eines Bauernhofes | Leipziger Straße 135 (Karte) | 1. Hälfte 17. Jahrhundert                               | Sozialgeschichtlich und baugeschichtlich von Bedeutung, ein ortsbildprägendes Umgebindehaus mit altertümlicher Fachwerkkonstruktion (Andreaskreuze, Kopfstreben). - Fachwerk-Obergeschoss mit Andreaskreuzen, ein Kreuz pro Gefach, geblattete Kopfbänder mit Schwalbenschwanz, Giebeldreieck mit Andreaskreuzen, Umgebinde nicht mehr vollständig, dort ebenfalls geblattete Kopfbänder, Erdgeschoss war ursprünglich Fachwerk, Hinweis durch Blattsassen, teilweise massiv unterfahren, Türstock in Stube datiert „1803“, Zeitpunkt unterfahren, wenig profilierte, flache Holzeinschubdecke in Stube, Blockstube erhalten, Schiffchenkehlen in Schwelle, vier Achsen, - Seitengebäude: Wahrscheinlich kleiner Stall, ebenfalls um 1700, geblattete Streben, Riegel auf Sparren geblattet, Erdgeschoss massiv mit Garageneinbau, beide Satteldach. | 09240502 |
| Direkt Bild zu diesem Denkmal hochladen | Ehemaliges Wohnstallhaus eines Bauernhofes | Leipziger Straße 137 (Karte) | nach 1750                                               | Sozialgeschichtlich und baugeschichtlich von Bedeutung, ein Fachwerkhaus. Fachwerk-Obergeschoss, strebenreich, gezapfte Holzverbindungen, Erdgeschoss massiv unterfahren, traufseitiger Anbau, Scheunenanbau aus Zeit um 1950, ebenfalls Fachwerk-Obergeschoss, Erdgeschoss massiv, Satteldach. | 09240503 |
| Direkt Bild zu diesem Denkmal hochladen | Wohnhaus mit großem hinteren Anbau | Leipziger Straße 180 (Karte) | 1909                                                    | Vorderer älterer Bau auf rechteckiger Fläche längs der Straße, zweigeschossig mit Krüppelwalmdach, 1919 rückseitig Anbau eines Flügels mit Räumen und Treppenhaus, Bauherren waren die Schiefers, ab 1919 Inhaber der Farben- und Lack-Großhandlung, besonders das Treppenhaus sehr anspruchsvoll, orts- und baugeschichtlicher Wert. Die Leipziger Straße stellt, wie der Name sagt, die alte Verbindungsstraße von Crimmitschau nach Leipzig dar. Dabei durchläuft sie zunächst Leitelshain und dann Frankenhausen. In Frankenhausen (heute ein Crimmitschauer Ortsteil) befindet sich mit einstiger Adresse Hauptstraße 32 die heutige Leipziger Straße 180. Das stattliche Haus weist hofseitig eine hufeisenförmige Bebauung ohne Denkmalwert auf. Von außen schlicht, rechteckige Grundfläche unmittelbar längs der Straße, zweigeschossig mit Satteldach mit kleinen Krüppelwalmen, ein Mittelrisalit mit Dachhaus ebenfalls mit kleiner Krüppelwalm und rechts und links je ein kleines Dachhäuschen, auf Rückseite bindet mittig der neuere Flügel ein, ebenfalls mit Krüppelwalmdach, daran angebaut das schmalere Treppenhaus, das ursprüngliche Haus von 1909 über einem Klinkersockel vollkommen verputzt, Elemente in Zierfachwerk, so am Drempel, an den beiden Spitzgiebeln, am Mittelrisalit im Obergeschoss und im Obergeschoss in der Mittelachse der Schmalseiten, Treppenhaus im Anbau von 1919 zeigt Steinstufen, auf den Podesten ungewöhnliche Kacheln mit schönem Muster, ein Treppengeländer in Schmiedeeisen, erhalten sind im ganzen Haus die originalen Türen, dabei besonders prächtig der breite Windfang zum Treppenhaus mit vielen Flügeln und Oberlicht.                                       | 09307363 |
| Direkt Bild zu diesem Denkmal hochladen | Wohnstallhaus, Scheune und Seitengebäude eines Dreiseithofes | Leipziger Straße 189 (Karte) | um 1800                                                 | Baugeschichtlich von Bedeutung, ortsbildprägende Fachwerkbauten. Fachwerk-Obergeschoss, - Scheune: Später, Erdgeschoss massiv, Fachwerk-Obergeschoss Drempel, Satteldach alle drei Gebäude, schöner Bauernhof mit Tor, zwei Ziegelpfosten mit steinerner Kugel bekrönt, - Wohnhaus: Giebelseite massiv und verändert durch zu große Fenster, wichtig für Ortsbild. | 09240506 |
| Direkt Bild zu diesem Denkmal hochladen | Wohnstallhaus, Scheune und zwei Seitengebäude eines Vierseithofes | Leipziger Straße 193 (Karte) | um 1800                                                 | Baugeschichtlich von Bedeutung, ortsbildprägende Fachwerkbauten. - Wohnhaus: Um 1800, - Seitengebäude Straße: massiv um 1900, - Zweites Seitengebäude: Tordurchfahrt, Fachwerk-Obergeschoss, Erdgeschoss massiv, Satteldach, originale Schiebefenster, guter Zustand, - Wohnhaus: Erdgeschoss massiv, Fachwerk-Obergeschoss, strebenreich, Satteldach, Fenster original, - Scheune: Fachwerk, teilweise massiv ersetzt, originale Holztore, Wohnhaus ursprünglich mit Blockstube und Umgebinde. | 09240508 |
| Direkt Bild zu diesem Denkmal hochladen | Wohnstallhaus mit Seitengebäude (Winkelhaus) eines Dreiseithofes | Leipziger Straße 215 (Karte) | 1. Hälfte 17. Jahrhundert                               | Sozialgeschichtlich und baugeschichtlich von Bedeutung, ein ortsbildprägendes Fachwerkhaus mit altertümlicher Fachwerkkonstruktion (Andreaskreuze, Kopfstreben). - Wohnhaus: Um 1680, reich verziertes Fachwerk mit Rautenornament im Giebeldreieck, geblatteten Kopfbändern, gerade Andreaskreuze, pro Gefach ein Kreuz, Frackdach durch nachträgliche traufseitige Erweiterung, - Seitengebäude: Nachträglich an Wohnhaus angebaut, Satteldach, Erdgeschoss mit Garageneinbauten, ursprünglich wahrscheinlich mit Durchfahrt, um 1800, Wohnstallhaus saniert, Seitengebäude unsaniert. | 09240509 |
| Direkt Bild zu diesem Denkmal hochladen | Häusleranwesen | Leipziger Straße 219 (Karte) | vor 1800                                                | Sozialgeschichtlich und baugeschichtlich von Bedeutung, ein Fachwerkhaus. Vermutlich ehemaliges Häuslerhaus, Erdgeschoss massiv, Fachwerk-Obergeschoss, weit vorkragendes Satteldach, nachträgliche Anbauten. | 09240517 |
| Direkt Bild zu diesem Denkmal hochladen | Häusleranwesen | Leipziger Straße 225 (Karte) | vor 1800                                                | Sozialgeschichtlich und baugeschichtlich von Bedeutung, ein Fachwerkhaus. Vermutlich Häuslerhaus, Fachwerk-Obergeschoss, Erdgeschoss massiv, Satteldach, rückwärtiger Anbau. | 09240518 |
| Direkt Bild zu diesem Denkmal hochladen | Häuslerhaus (Umgebindehaus) | Leipziger Straße 230 (Karte) | um 1800                                                 | Sozialgeschichtlich und baugeschichtlich von Bedeutung, ein für die Region charakteristisches Umgebindehaus. Zweigeschossig, Umgebinde am Erdgeschoss, Obergeschoss Fachwerk, Satteldach mit abgeschlepptem Dach über Anbau. | 09301253 |
| Direkt Bild zu diesem Denkmal hochladen | Häusleranwesen | Leipziger Straße 233 (Karte) | um 1800                                                 | Sozialgeschichtlich und baugeschichtlich von Bedeutung, ein Fachwerkhaus. Häuslerhaus, Satteldach, Fachwerk-Obergeschoss, Erdgeschoss massiv, Giebel verkleidet, Frackdach, Anschrift laut Hausnummernschild: Leipziger Straße 233 (nicht Nummer 223) | 09240519 |
| Direkt Bild zu diesem Denkmal hochladen | Seitengebäude und Teil des Kellers unter dem Saal des Gasthofes | Leipziger Straße 235 (Karte) | nach 1800                                               | Ortsgeschichtlich und baugeschichtlich von Bedeutung, ortsbildprägendes Fachwerkhaus mit altertümlicher Fachwerkkonstruktion (Thüringer Leiter) Fachwerk-Obergeschoss, holzreich, Streben nur an Hausecken, Erdgeschoss massiv unterfahren, Giebel verputzt, Krüppelwalmdach, Garageneinbau an Hofseite, sehr schöne Dachlandschaft, wichtig für Ortsbild. | 09240512 |
| Direkt Bild zu diesem Denkmal hochladen | Pfarrhaus mit Seitengebäude | Leipziger Straße 236 (Karte) | um 1800                                                 | Baugeschichtlich und ortsgeschichtlich von Bedeutung. Fachwerkbauten, gehören zum ehemaligen Kloster Frankenhausen; ist ein Einzeldenkmal der Sachgesamtheit ehemaliges Kloster Frankenhausen: (siehe auch Sachgesamtheit 09301394) - Fachwerk-Obergeschoss, Erdgeschoss massiv, Korbbogen über Tür, Krüppelwalmmansarddach, beide Giebel vermutlich massiv, - Seitengebäude: Teilweise auch im Erdgeschoss Fachwerk, Garageneinbau, strebenreiches Fachwerk, gezapfte Holzverbindungen, Pfarrhaus saniert, Seitengebäude unsaniert. | 09240516 |
| Direkt Bild zu diesem Denkmal hochladen | Ehemaliges Kellerhaus | Leipziger Straße 238 (Karte) | um 1800                                                 | Wirtschaftsgeschichtlich und baugeschichtlich von Bedeutung. Gehört zum ehemaligen Kloster Frankenhausen, ist Einzeldenkmal der Sachgesamtheit ehemaliges Kloster Frankenhausen: (siehe auch Sachgesamtheit 09301394). Krüppelwalmdach | 09240514 |
| Direkt Bild zu diesem Denkmal hochladen | Zwei Seitengebäude und eine an das größere Seitengebäude angebaute Scheune eines Bauernhofes | Leipziger Straße 247 (Karte) | um 1800                                                 | Wirtschaftsgeschichtlich und baugeschichtlich von Bedeutung. Fachwerkbauten. Satteldächer, Erdgeschoss massiv, guter Zustand. | 09240522 |
| Direkt Bild zu diesem Denkmal hochladen | Kantorat, ehemalige Schule | Leipziger Straße 248 (Karte) | 1816                                                    | Ortsgeschichtlich und ortsbildprägend von Bedeutung. Gehört zum ehemaligen Kloster Frankenhausen, ist ein Einzeldenkmal der Sachgesamtheit ehemaliges Kloster Frankenhausen: (siehe auch Sachgesamtheit 09301394). Massiv, Krüppelwalmdach, 1860/1872 erweitert um ein zweites Klassenzimmer und die Wohnung für den zweiten Lehrer. | 09240515 |
| Direkt Bild zu diesem Denkmal hochladen | Wohnstallhaus (Umgebindehaus) eines Bauernhofes | Paradiesweg 22 (Karte)       | um 1750                                                 | Regionaltypisches Umgebindehaus mit strebenreichem Fachwerk–Obergeschoss, baugeschichtlich von Bedeutung. Fachwerk-Obergeschoss, Erdgeschoss massiv, Umgebinde an Giebelseite erhalten, Knaggen, Streben gezapft, liegender Dachstuhl, Krüppelwalmdach, traufseitiger, rückbaubarer Anbau, Fenstergliederung erhalten, Dach weit überkragend, guter Originalbestand, Bis 2009 erfasst unter Anschrift: Ponitzer Straße 22, Dach des Gebäudes 2013/2014 eingestürzt. | 09240527 |
| Direkt Bild zu diesem Denkmal hochladen | Häuslerhaus (Umgebindehaus) | Ponitzer Straße 14 (Karte)   | um 1800                                                 | Sozialgeschichtlich und baugeschichtlich von Bedeutung, ein für die Region charakteristisches Umgebindehaus. Fachwerk-Obergeschoss, Erdgeschoss massiv, Umgebinde, Holzverbindungen gezapft, Erdgeschoss teilweise massiv, ein Giebel verputzt, Giebeldreieck verbrettert, anderer Giebel verputzt, Giebeldreieck verschiefert mit Wetterschrägen, Biberschwanzdeckung. | 09240523 |
| Direkt Bild zu diesem Denkmal hochladen | Stallgebäude und Torbogen eines Vierseithofes | Ponitzer Straße 19 (Karte)   | um 1800                                                 | Ortsbildprägend und wirtschaftsgeschichtlich von Bedeutung. Torbogen nach 1800. | 09240524 |
| Direkt Bild zu diesem Denkmal hochladen | Wohnstallhaus, Scheune und zwei Seitengebäude eines Vierseithofes | Ponitzer Straße 21 (Karte)   | vor 1800                                                | Wirtschaftsgeschichtlich und baugeschichtlich von Bedeutung, ortsbildprägende Fachwerkbauten. Fachwerk erhalten, ein Seitengebäude massiv (jünger als 1800), Wohnhaus: Giebel verschiefert, Schiffchenkehlen an Schwelle, Erdgeschoss verändert, traufseitiger Anbau, alle Gebäude Satteldächer. | 09240525 |
| Direkt Bild zu diesem Denkmal hochladen | Wohnstallhaus, zwei Seitengebäude und Scheune eines Vierseithofes | Ponitzer Straße 25 (Karte)   | um 1800                                                 | Wirtschaftsgeschichtlich und baugeschichtlich von Bedeutung, ortsbildprägende Fachwerkbauten. - Straßenseitige Seitengebäude: massiv, um 1900, alle Gebäude: Satteldächer, - Wohnstallhaus: Krüppelwalmdach, guter Erhaltungszustand, Erdgeschoss massiv, - Scheune: Fachwerk, Giebel aufwendig gestaltet, strebenreiches Fachwerk, gezapfte Holzverbindungen und zwei Eckstreben geschweift, Krüppelwalmdach. | 09240526 |
| Direkt Bild zu diesem Denkmal hochladen | Wohnhaus mit Anbau | Wilhelm-Stolle-Weg 5 (Karte) | 1. Hälfte 19. Jahrhundert                               | Ortsgeschichtlich von Bedeutung. Wohnhaus zweigeschossig, Anbau mit Obergeschoss Fachwerk, am Wohnhaus Inschrift: „Am 19. Dezember 1842 Wilhelm Stolle geboren“, Crimmitschauer Arbeiterführer, sozialdemokratischer Reichstagsabgeordneter, Mitbegründer der Zweiten Internationale. | 09240510 |